# Baltsvoeren

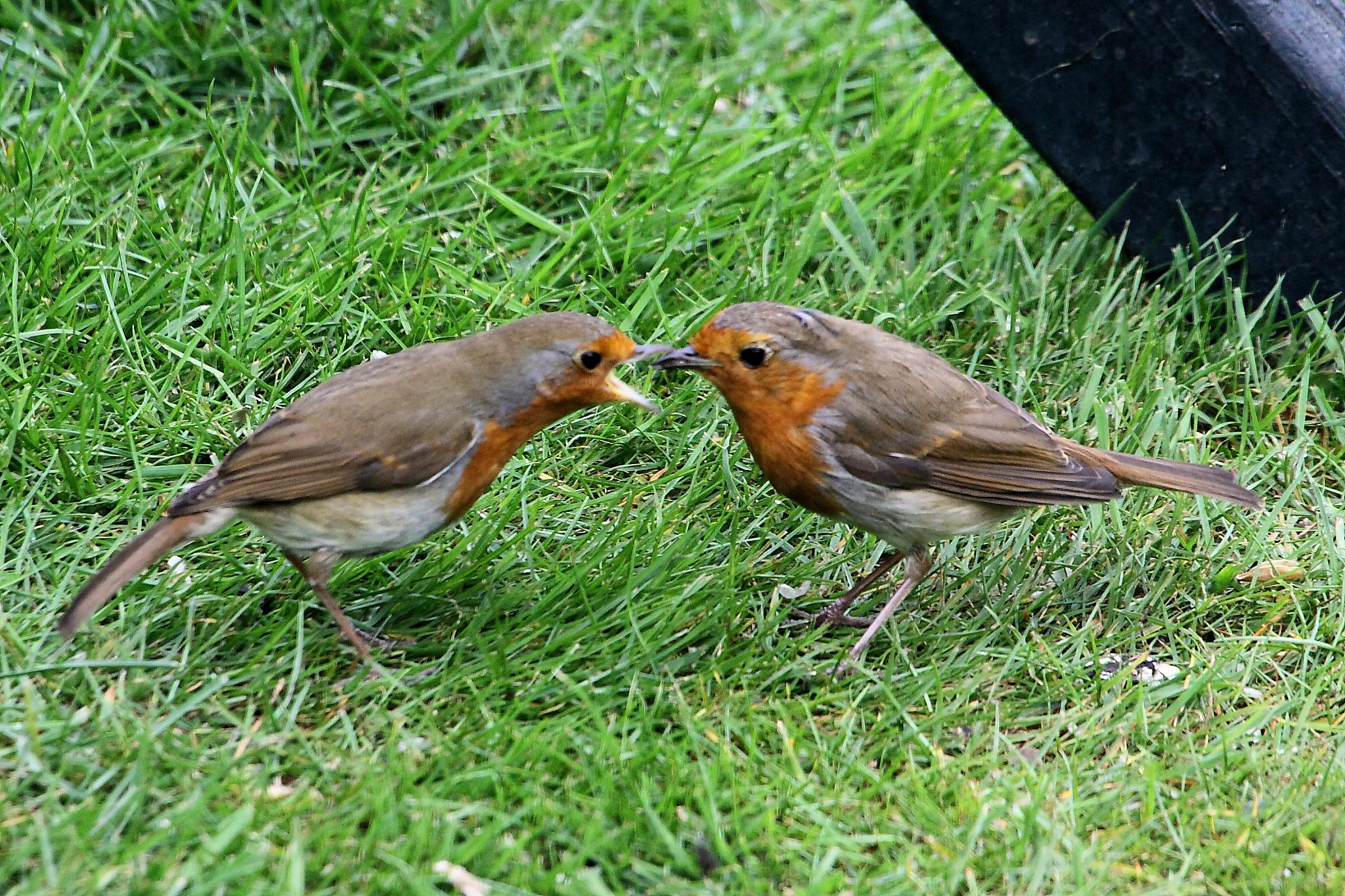
Baltsvoerende roodborstjes

Baltsvoeren (Engels: courtship feeding) is het extra voedsel geven door een mannetjesvogel aan een vrouwtjesvogel, nadat het vrouwtje erom gebedeld heeft. Het is een onderdeel van de balts. Dit gedrag komt voor bij bijvoorbeeld de koolmees.
Baltsvoeren heeft twee functies:
- Het mannetje overwint de aarzeling voor lichamelijk contact (denk aan individuele afstand). Door de houding aan te nemen van een bedelend jong, onderdrukt het vrouwtje iedere vorm van agressie bij het mannetje.
- Het vrouwtje krijgt extra voedsel, dat ze nodig heeft voor het leggen van de eieren (en later tijdens het broeden).